# 3D Sound
3D Sound – termin dotyczący przetwarzania dźwięku na komputerze, określający najczęściej możliwości karty dźwiękowej. Jest to elektroniczna symulacja przestrzeni poprzez stosowanie opóźnień czasowych sygnałów umożliwiających naśladowanie odbicia fal dźwiękowych. Używane w sprzęcie komputerowym VR gogle, jak i w grach typu Real Life i akcji, np. Arma 3, Grand Theft Auto V i innych grach RolePlay.